# موتوهیده موری
موتوهیده موری (به ژاپنی: 毛利 元栄 もうり もとひで)؛ تولد ۱۹۶۷ میلادی سی و دومین رهبر خاندان موری بود.

## حرفه
موری موتوهیده در هیتاچی متالز کار می‌کند. از سال ۲۰۲۲ (سال چهارمریوا)، او سمت مدیر کل بخش ویژه فولاد ستاد بازرگانی مواد فلزی شرکت را بر عهده دارد. مدیر اجرایی و مدیر کل بخش ویژه فولاد شرکت پروتریال با مسئولیت محدود. (از ۱ آوریل ۲۰۲۳)

## شجره نامه
- پدربزرگ: موری موتوآکیرا (毛利元昭)
- پدربزرگ: موری موتومیچی
- پدر: موری موتوتاکا